# 小路晃
小路 晃（しょうじ あきら、1974年1月31日 - ）は、日本の男性元総合格闘家、元プロレスラー。現在は飲食店経営者、政治活動家、株式会社A-STYLE代表取締役。総合格闘技審判員。富山県魚津市出身。
ニックネームは、「最後の日本男児」。PRIDEには全選手最多の23回出場し、最初の大会PRIDE.1と最後の大会PRIDE.34にも出場するなど、「ミスターPRIDE」とも呼ばれた。

## 来歴
小学生から柔道を始め、富山第一高等学校時代は村上一成と同級生となり同じ柔道部に所属。高校卒業後はプロレスラーになることを夢見ていたが、柔道推薦で中京大学に入学。全日本学生体重別選手権でベスト8まで進出した。
大学時代に知り合った青柳政司に薦められ、1995年に新東京プロレス青森大会で覆面レスラー「誠軍団1号」としてプロレスデビュー。
その後、村上の勧誘で和術慧舟會へ入門。1996年11月、第五回骨法の祭典の骨法vs和術慧舟會対抗戦に出場。骨法のエース大原学と対戦。ペドロ・オタービオとの対戦経験もある大原有利と思われたが、予想を覆し一方的に攻め込んでのドロー（判定なし）。

### PRIDE
1997年10月11日、PRIDE.1に参戦、圧倒的不利と予想されていたヘンゾ・グレイシーを相手にドローに持ち込み、試合後のリング上で「何がグレイシーじゃあ! 何が日本最弱じゃあ!」と絶叫した。
1998年10月11日、PRIDE.4でヴァリッジ・イズマイウと対戦し、TKO勝ち。
1999年7月4日、PRIDE.6でガイ・メッツァーと対戦し、判定勝ち。
2000年1月30日、PRIDE GRANDPRIX 2000 開幕戦のグランプリ1回戦でエベンゼール・フォンテス・ブラガに判定勝ち、同年5月21日、PRIDE GRANDPRIX 2000 決勝戦の2回戦ではグランプリを優勝するマーク・コールマンに判定負けを喫した。
2001年4月18日、和術慧舟會を離脱、代表を務めていた「和術慧舟會A-3ジム」も後輩に譲り、フリーとなった。
2001年5月27日、PRIDE.14でダン・ヘンダーソンと対戦し、TKO負け。
2001年9月24日、PRIDE.16でセーム・シュルトと対戦し、KO負け。
2002年にアメリカ合衆国ワシントン州シアトルに拠点を移し、マット・ヒュームの主宰するAMCパンクレイションで練習を行なうようになった。
2002年9月29日、PRIDE.22でパウロ・フィリオと対戦し、腕ひしぎ十字固めで一本負け。
2003年10月5日、PRIDE 武士道 -其の壱-でマウリシオ・ショーグンと対戦し、TKO負け。
2005年4月3日、PRIDE 武士道 -其の六-のミドル級グランプリ ラストワントーナメントの1回戦でディーン・リスターと対戦し、三角絞めで一本負け。
2005年12月3日、英国で開催されたCage Rage 14に参戦。マーク・ウィアーに開始17秒でKO負け。
2006年2月5日、DEEP 23 IMPACTで三崎和雄と対戦し、フロントチョークで一本負け。
2006年8月4日、アメリカ合衆国カリフォルニア州で開催されたKing of the Cageでトッド・メディーナと対戦し、判定勝ち。
2007年4月8日に行なわれたPRIDE.34では、内臓疾患のため欠場となったヴォルク・アターエフの代理出場でギルバート・アイブルと対戦。およそ2年ぶりのPRIDE参戦であったが、パウンドによりTKO負け。
2009年5月26日、DREAM.9でジャッジを務めた。

### ハッスル
2008年7月27日よりハッスル参戦。高田延彦推薦枠として『ハッスルGP2008』に出場した。『ハッスルGP2008』1回戦で小倉優子が招聘した「こ♥り♥た♥ん」と戦う予定だったが突如、乱入したゼウスにフライパンで殴られて失神した。そのため、次の8月21日に2回戦進出決定戦でゼウスと戦うが敗れた。その後、高田モンスター軍に加入し、昇格した特命係長 島田工作員（旧・二等兵）から新人ということもあり、『小路二等兵』と命名された。9月17日の3対1のハンデ戦（相手・天龍源一郎）でハッスル初勝利を飾った。
2009年4月、パンチザドCのと自分との扱いに憤りを感じ、坂田亘と試合で負けた後、特命係長 島田工作員（旧・二等兵）の制裁に怒り、払い腰で高田モンスター軍を脱退宣言し、高田総統が最後のチャンスの意味で、6月25日の試合で坂田亘、アンジョー司令長官と3WAYマッチの試合を組んだが、試合中の島田工作員の制裁に怒り、坂田亘と一緒にアンジョー司令長官を攻撃し、決別逆十字で勝利。
6月27日の桐生大会で、坂田亘とタッグを組み、レイ大原、アンジョー司令長官と対戦し、レイ大原に払い腰の大技（黒部の太陽）で勝利し、元の小路晃の名で初勝利を飾った。
2010年、TAJIRIを中心とした団体「SMASH」に入団。
2011年1月、同月限りでプロレスラーとしての活動を停止し、総合格闘技に復帰することを宣言した。
2011年4月22日、引退試合としてDEEP 53 IMPACTで三崎和雄と対戦し、2ラウンドに三崎のパウンドによるレフェリーストップ負け。試合後には引退セレモニーが行われた。

### 引退後の活動
引退後は東京・高田馬場のラーメン店「渡なべ」での修行を経て、同年10月11日、地元富山市でラーメン店「つけめん えびすこ」を開店。店のグッズは宇野薫がデザインした。2014年11月には2号店として豚骨ラーメン専門店「とんこつ えびすこ」を開店した。店舗の経営会社として株式会社A-STYLEを設立し代表取締役となる。
また、DREAMやDEEPなどでレフェリーおよびジャッジを務める。
2023年4月統一地方選挙の富山県議会議員選挙・富山市第1選挙区（定数11）に参政党公認で立候補したが、15人中13位で落選した。
2024年10月の第50回衆議院議員選挙では、参政党から比例北陸信越ブロック単独1位で立候補したが、同ブロックで参政党は議席を確保できず落選。

## 戦績

### 総合格闘技
| 総合格闘技 戦績 | 総合格闘技 戦績 | 総合格闘技 戦績 | 総合格闘技 戦績 | 総合格闘技 戦績 | 総合格闘技 戦績 | 総合格闘技 戦績 |
| --------------- | --------------- | --------------- | --------------- | --------------- | --------------- | --------------- |
| 36 試合         | (T)KO           | 一本            | 判定            | その他          | 引き分け        | 無効試合        |
| 14 勝           | 2               | 5               | 7               | 0               | 5               | 0               |
| 17 敗           | 8               | 3               | 6               | 0               | 5               | 0               |

| 勝敗 | 対戦相手                         | 試合結果                          | 大会名                                                                    | 開催年月日     |
| ×    | 三崎和雄                         | 2R 1:13 TKO（パウンド）           | DEEP 53 IMPACT 〜小路晃引退興行〜                                         | 2011年4月22日  |
| ×    | ギルバート・アイブル             | 1R 3:46 TKO（パウンド）           | PRIDE.34                                                                  | 2007年4月8日   |
| ○    | カルロス・トヨタ                 | 5分2R終了 判定2-0                 | club DEEP 富山 -野蛮人祭り5-                                              | 2006年11月19日 |
| ×    | ケイシー・ウスコーラ             | 2R 2:23 KO（左フック）            | KOTC: All Stars                                                           | 2006年10月28日 |
| ○    | トッド・メディーナ               | 5分3R終了 判定3-0                 | KOTC: Rapid Fire                                                          | 2006年8月4日   |
| ×    | 三崎和雄                         | 1R 2:32 フロントチョーク          | DEEP 23 IMPACT                                                            | 2006年2月5日   |
| ×    | マーク・ウィアー                 | 1R 0:17 KO（ハイキック）          | Cage Rage 14: Punishment                                                  | 2005年12月3日  |
| ×    | ディーン・リスター               | 1R 3:13 三角絞め                  | PRIDE 武士道 -其の六- 【ミドル級グランプリ ラストワントーナメント 1回戦】 | 2005年4月3日   |
| ×    | パウロ・フィリオ                 | 2R（10分/5分）終了 判定1-2        | PRIDE 武士道 -其の四-                                                     | 2004年7月19日  |
| ○    | 玉海力                           | 1R 0:18 TKO（パウンド）           | PRIDE 武士道 -其の参-                                                     | 2004年5月23日  |
| ×    | ムリーロ・ニンジャ               | 1R 2:41 KO（跳び膝蹴り）          | PRIDE SPECIAL 男祭り 2003                                                 | 2003年12月31日 |
| ×    | マウリシオ・ショーグン           | 1R 3:47 TKO（スタンドパンチ連打） | PRIDE 武士道 -其の壱-                                                     | 2003年10月5日  |
| ○    | ダスティン・デニス               | 5分3R終了 判定3-0                 | Absolute Fighting Championships 4                                         | 2003年7月19日  |
| ○    | アレックス・スティーブリング     | 3R（10分/5分/5分）終了 判定2-1    | PRIDE.25                                                                  | 2003年3月16日  |
| ×    | パウロ・フィリオ                 | 1R 2:48 腕ひしぎ十字固め          | PRIDE.22                                                                  | 2002年9月29日  |
| ○    | デイブ・ロバーツ                 | 2R 4:46 腕ひしぎ十字固め          | KOTC 13: Revolution                                                       | 2002年5月17日  |
| ×    | ジェレミー・ホーン               | 3R（10分/5分/5分）終了 判定0-3    | PRIDE.18                                                                  | 2001年12月23日 |
| ×    | セーム・シュルト                 | 1R 8:19 KO（スタンドの打撃）      | PRIDE.16                                                                  | 2001年9月24日  |
| ×    | ダン・ヘンダーソン               | 3R 3:18 TKO（グラウンドの膝蹴り） | PRIDE.14                                                                  | 2001年5月27日  |
| ×    | ヒカルド・アルメイダ             | 10分2R終了 判定0-4                | PRIDE.12                                                                  | 2000年12月23日 |
| ○    | ヘルマン・レンティング           | 1R 3:48 腕ひしぎ十字固め          | PRIDE.11                                                                  | 2000年10月31日 |
| ○    | ジョン・レンケン                 | 1R 6:44 腕ひしぎ十字固め          | PRIDE.9                                                                   | 2000年6月4日   |
| ×    | マーク・コールマン               | 15分1R終了 判定0-3                | PRIDE GRANDPRIX 2000 決勝戦 【2回戦】                                     | 2000年5月21日  |
| ○    | エベンゼール・フォンテス・ブラガ | 15分1R終了 判定2-0                | PRIDE GRANDPRIX 2000 開幕戦 【1回戦】                                     | 2000年1月30日  |
| △    | 柳澤龍志                         | 15分1R終了 時間切れ               | PANCRASE 1999 BREAKTHROUGH TOUR 【パンクラチオンマッチ】                  | 1999年9月18日  |
| ○    | ラリー・パーカー                 | 延長R終了 判定3-0                 | PRIDE.7                                                                   | 1999年9月12日  |
| ○    | ガイ・メッツァー                 | 延長R終了 判定2-1                 | PRIDE.6                                                                   | 1999年7月4日   |
| ×    | イゴール・ボブチャンチン         | 10分2R終了 判定0-5                | PRIDE.5                                                                   | 1999年4月29日  |
| ○    | ヴァリッジ・イズマイウ           | 2R 1:26 TKO（スタンドパンチ連打） | PRIDE.4                                                                   | 1998年10月11日 |
| △    | アドリアーノ・デ・スーザ         | 5分3R終了 時間切れ                | G.C.M. 出島バーリトゥード                                                 | 1998年8月29日  |
| △    | 松井大二郎                       | 10分3R終了 時間切れ               | PRIDE.3                                                                   | 1998年6月24日  |
| ○    | ジュアン・モット                 | 1R 3:47 スリーパーホールド        | PRIDE.2                                                                   | 1998年3月15日  |
| △    | ヘンゾ・グレイシー               | 10分3R終了 時間切れ               | PRIDE.1                                                                   | 1997年10月11日 |
| ×    | 辻嘉一                           | 5分+延長3分終了 判定0-3           | ザ・トーナメント・オブ・J '97 【ヘビー級トーナメント 1回戦】              | 1997年7月27日  |
| ○    | フィダル・セラディラ             | 1R 2:16 TKO（パウンド）           | エクストリームチャレンジ                                                  | 1997年5月28日  |
| △    | 大原学                           | 20分1R終了 時間切れ               | 第五回骨法の祭典                                                          | 1996年11月30日 |

### グラップリング
| 勝敗 | 対戦相手 | 試合結果          | 大会名           | 開催年月日    |
| ○    | 矢野倍達 | 5分3R終了 判定1-0 | The CONTENDERS 1 | 1999年1月31日 |